# 5058 Tarrega
Az 5058 Tarrega (ideiglenes jelöléssel 1987 OM) a Naprendszer kisbolygóövében található aszteroida. Tsutomu Seki fedezte fel 1987. július 28-án.